# Critics’ Choice Super Award/Bester Science-Fiction-/Fantasyfilm

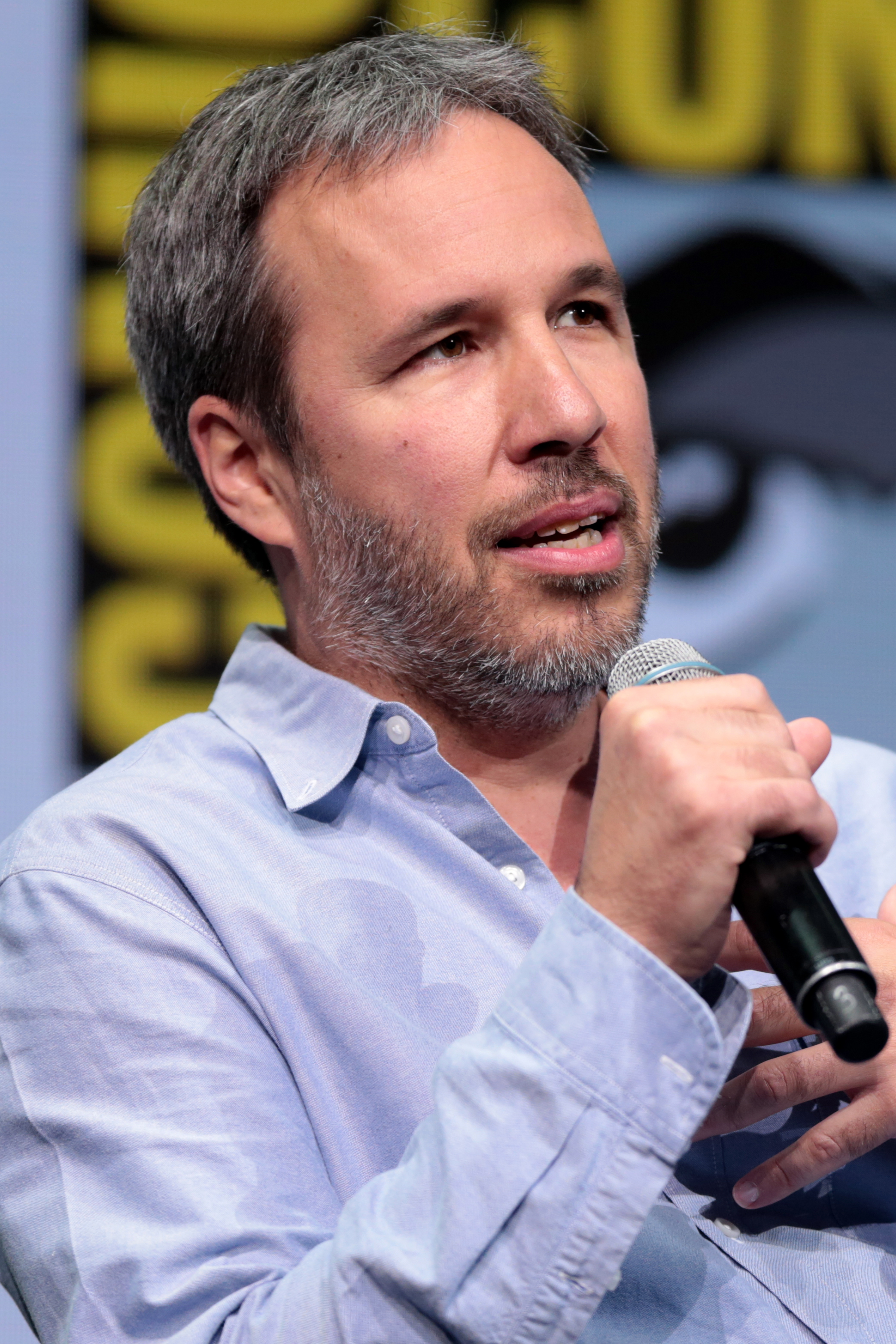
Denis Villeneuve, Regisseur des 2025 prämierten Films Dune: Part Two

Der Critics’ Choice Super Award in der Kategorie Bester Science-Fiction-/Fantasyfilm (Originalbezeichnung: Best Science Fiction/Fantasy Movie) ist eine der Auszeichnungen, die jährlich in den Vereinigten Staaten von der Critics Choice Association (CCA) verliehen werden. Mit ihr werden die Produzenten der besten Science-Fiction- und Fantasyfilme des vergangenen Jahres geehrt. Die Kategorie wurde 2021 ins Leben gerufen.

## Statistik
Die Kategorie Bester Science-Fiction-/Fantasyfilm wurde zur ersten Verleihung im Januar 2021 geschaffen. Seitdem wurden an 22 verschiedene Produzenten eine Gesamtanzahl von 25 Preisen in dieser Kategorie verliehen. Die ersten Preisträger waren Chris Parker, Andy Samberg, Akiva Schaffer, Dylan Sellers, Becky Sloviter und Jorma Taccone, die 2021 für die Produktion von Palm Springs ausgezeichnet wurden. Die bisher letzten Preisträger waren Cale Boyter, Tanya Lapointe, Patrick McCormick, Mary Parent und Denis Villeneuve, die 2025 für die Produktion von Dune: Part Two geehrt wurden.
| Statistik                          | Produzent        | Anzahl | Jahre        |
| ---------------------------------- | ---------------- | ------ | ------------ |
| Häufigste Auszeichnung             | Cale Boyter      | 2      | 2022, 2025   |
|                                    | Mary Parent      | 2      | 2022, 2025   |
|                                    | Denis Villeneuve | 2      | 2022, 2025   |
| Häufigste Nominierungen (* = Sieg) | Shawn Levy       | 2      | 2021, 2022   |
|                                    | Arnon Milchan    | 2      | 2023, 2024   |
|                                    | Cale Boyter      | 2      | 2022*, 2025* |
|                                    | Mary Parent      | 2      | 2022*, 2025* |
|                                    | Denis Villeneuve | 2      | 2022*, 2025* |
| Häufigste Nominierungen ohne Sieg  | Shawn Levy       | 2      | 2021, 2022   |
|                                    | Arnon Milchan    | 2      | 2023, 2024   |

## Gewinner und Nominierte
Die unten aufgeführten Filme werden mit ihrem deutschen Verleihtitel (sofern ermittelbar) angegeben, danach folgt in Klammern in kursiver Schrift der fremdsprachige Originaltitel. Die Nennung des Originaltitels entfällt, wenn deutscher und fremdsprachiger Filmtitel identisch sind. Die Gewinner stehen hervorgehoben in fetter Schrift an erster Stelle.
2021
Palm Springs – Produktion: Chris Parker, Andy Samberg, Akiva Schaffer, Dylan Sellers, Becky Sloviter und Jorma Taccone
Love and Monsters – Produktion: Dan Cohen und Shawn Levy
Possessor – Produktion: Fraser Ash, Niv Fichman, Kevin Krikst und Andrew Starke
Synchronic – Produktion: Justin Benson, David Lawson Jr., Michael Mendelsohn und Aaron Moorhead
Die Weite der Nacht (The Vast of Night) – Produktion: Adam Dietrich, Melissa Kirkendall und Andrew Patterson
2022
Dune – Produktion: Cale Boyter, Joseph M. Caracciolo Jr., Mary Parent und Denis Villeneuve
Don’t Look Up – Produktion: Adam McKay und Kevin J. Messick
Free Guy – Produktion: Greg Berlanti, Adam Kolbrenner, Shawn Levy, Ryan Reynolds und Sarah Schechter
The Green Knight – Produktion: Toby Halbrooks, Tim Headington, James M. Johnston, David Lowery und Theresa Steele Page
Die Mitchells gegen die Maschinen (The Mitchells vs. the Machines) – Produktion: Kurt Albrecht, Phil Lord und Chris Miller
Schwanengesang (Swan Song) – Produktion: Mahershala Ali, Rebecca Bourke, Jonathan King, Jacob Perlin, Adam Shulman und Mimi Valdes
2023
Everything Everywhere All at Once – Produktion: Daniel Kwan, Mike Larocca, Anthony Russo, Joe Russo, Daniel Scheinert und Jonathan Wang
Avatar: The Way of Water – Produktion: James Cameron und Jon Landau
Nope – Produktion: Ian Cooper und Jordan Peele
The Northman – Produktion: Leifur B. Dagfinnsson, Robert Eggers, Mark Huffam, Lars Knudsen, Arnon Milchan und Alexander Skarsgård
Prey – Produktion: John Davis, Marty P. Ewing und Jhane Myers
2024
Godzilla Minus One (ゴジラ-1.0, Gojira Mainasu Wan) – Produktion: Gô Abe, Kazuaki Kishida, Keiichirō Moriya und Kenji Yamada
Asteroid City – Produktion: Wes Anderson, Jeremy Dawson und Steven M. Rales
Der Junge und der Reiher (君たちはどう生きるか, Kimitachi wa Dō Ikiru ka) – Produktion: Toshio Suzuki
The Creator – Produktion: Gareth Edwards, Kiri Hart, Arnon Milchan und Jim Spencer
Poor Things – Produktion: Ed Guiney, Giorgos Lanthimos, Andrew Lowe und Emma Stone
2025
Dune: Part Two – Produktion: Cale Boyter, Tanya Lapointe, Patrick McCormick, Mary Parent und Denis Villeneuve
Alien: Romulus – Produktion: Walter Hill, Michael Pruss und Ridley Scott
Companion – Die perfekte Begleitung (Companion) – Produktion: Zach Cregger, Roy Lee, J. D. Lifshitz und Raphael Margules
Planet der Affen: New Kingdom (Kingdom of the Planet of the Apes) – Produktion: Wes Ball, Joe Hartwick Jr., Rick Jaffa, Jason T. Reed und Amanda Silver
Mickey 17 – Produktion: Bong Joon-ho, Choi Doo-ho, Dede Gardner und Jeremy Kleiner
Der wilde Roboter (The Wild Robot) – Produktion: Jeff Hermann